# Warnleuchte

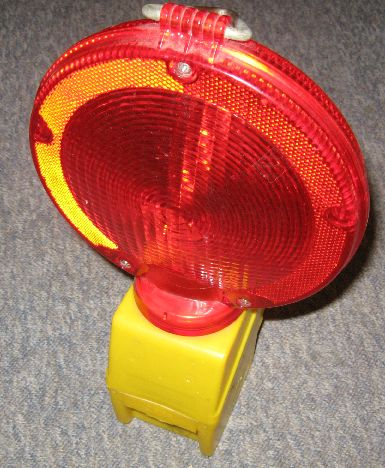
Eine rote Warnleuchte

Eine Warnleuchte (auch Warnlampe, Warnblinkleuchte) ist eine Lichtquelle, die dazu dient, auf eine Gefahrensituation oder auch einen Gefahrenzustand bzw. einen gefährlichen Arbeitszustand einer Maschine aufmerksam zu machen.

## Beispiele

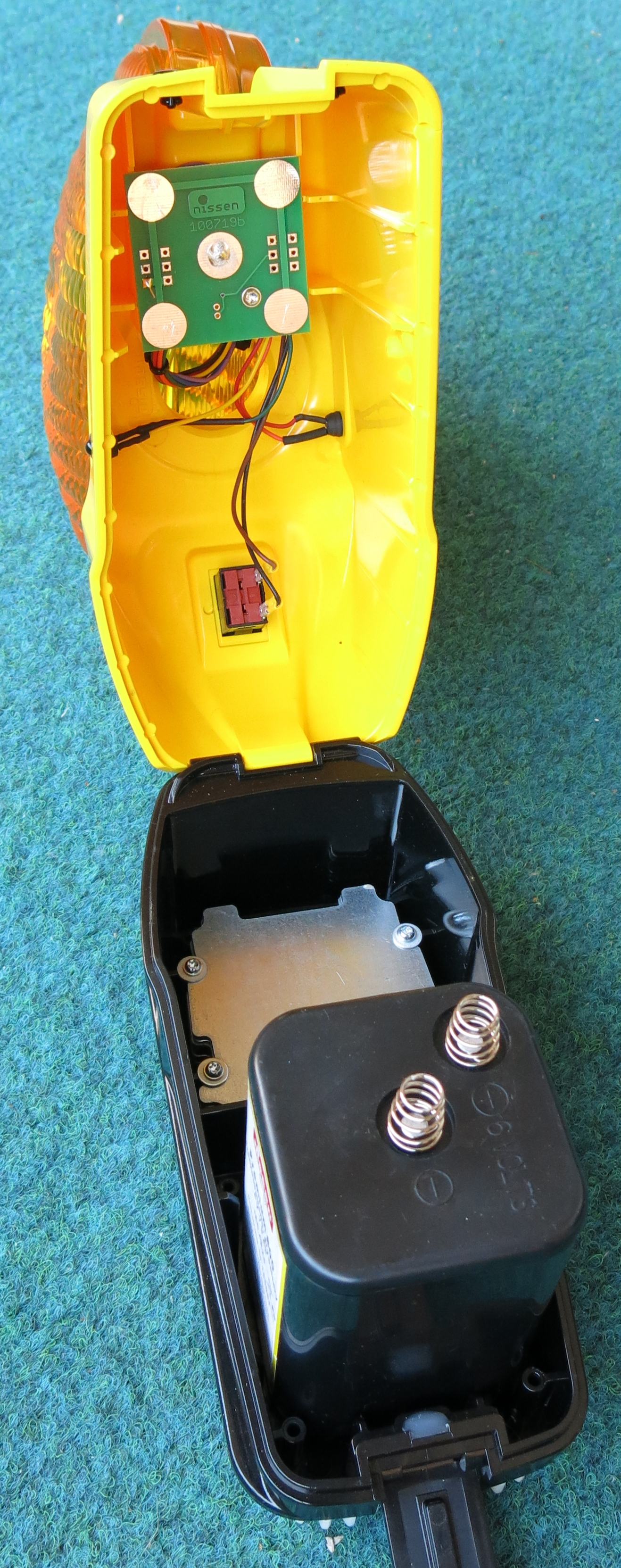
Eine Warnleuchte mit der Sicht auf die Laternenbatterie, Typ 4R25 mit 6 V.

- Bestandteil des Sondersignales von Polizei, Feuerwehr und Rettungsfahrzeugen (blaue Rundumleuchten oder Blitzlampen)
- Warnsignale an Gefahrensituationen im Straßenverkehr
- Warnleuchten an Maschinen und Anlagen sowie vor Gefahrenzonen in Gebäuden (z. B. an den Zugängen von Laser-Laboren, Operationssälen, Teilchenbeschleunigern, kerntechnische Anlagen)

Warnleuchten zur Erhöhung der Flugsicherheit u. a. an hohen Bauwerken werden als Befeuerung bezeichnet.
In Deutschland gehört eine gelbe Warnleuchte bei Fahrzeugen über 3,5 Tonnen zulässigem Gesamtgewicht zu den mitzuführenden Ausrüstungsgegenständen im Kfz (§ 53a StVZO). Diese arbeiten meist mit einer blinkenden Glühlampe.
Eine Warnleuchte für Verkehrsteilnehmer (nach einem Hersteller auch Nissenleuchte genannt) ist eine batteriebetriebene kleine Lampe, die zur Warnung vor einer Gefahr für andere Verkehrsteilnehmer im Straßenverkehr dient. Dazu sendet sie meistens blinkendes, gerichtetes Licht aus. Gängige Farben sind Rot, Orange oder auch Weiß.
Zur Absicherung von Unfallstellen oder anderen Verkehrsgefährdungen werden u. a. von Hilfsorganisationen und auf Autobahnen gelbe Blitzlampen oder 3-fach-Blitzlampen (Triblitz) eingesetzt. Aufgrund der größeren Helligkeit sind sie auf weitere Entfernung besser erkennbar.
Rote Warnlampen werden nur bei Vollsperrung an Absperrschranken, beispielsweise zur Absicherung von Einsatzstellen der Feuerwehr oder Polizei oder von Arbeitsstellen, eingesetzt.